# 齐大愚
齐大愚（1963年9月—），男，辽宁丹东人，中华人民共和国政治人物、外交官，曾任外交学院党委书记、中华人民共和国驻吉尔吉斯共和国特命全权大使和中华人民共和国驻匈牙利特命全权大使。

## 生平
齐大愚毕业于南京大学外文系俄语专业、莫斯科大学和北京大学。1986年，进入中华人民共和国外交部工作，先后在外交部苏联东欧司、外交部欧亚司、驻俄罗斯大使馆、外交部党委国外工作局任职。2001年，任驻格鲁吉亚大使馆参赞。2005年，任外交部欧亚司参赞。2009年，任外交部边界与海洋事务司参赞。2011年，任外交部欧亚司副司长。2013年2月，出任中华人民共和国驻吉尔吉斯斯坦大使。2016年，任中国外交培训学院常务副院长。2017年，任外交学院党委书记兼中国外交培训学院常务副院长。2020年10月，出任中华人民共和国驻匈牙利大使。2022年12月，自驻匈牙利大使离任。